# Atef Saad
 (août 2022).
Si vous disposez d'ouvrages ou d'articles de référence ou si vous connaissez des sites web de qualité traitant du thème abordé ici, merci de compléter l'article en donnant les références utiles à sa vérifiabilité et en les liant à la section « Notes et références ».
Atef Saad, né le 20 mars 1988 à Gafsa, est un athlète tunisien spécialiste de la course de fond. Il évolue à l’Association sportive militaire de Tunis.

## Carrière
Il rejoint en 2004 le Stade sportif gafsien et remporte pour sa première année le championnat de Tunisie de cross-country (cadets) et continue à progresser en accaparant les titres de ses catégories, d’autant plus que la présence de nombreuses associations d’athlétisme à Gafsa crée une émulation et favorise sa progression. Cependant, curieusement, elles disparaissent toutes en 2006 ; il rejoint alors l’Association sportive militaire de Tunis, où ses résultats sont relativement limités, avec une période creuse de 2010 à 2013, avant de revenir au premier plan.
En 2016, Il remporte d’abord le championnat de Tunisie de cross-country puis le marathon international d’Agadir, obtenant ainsi sa qualification pour les Jeux olympiques.

## Palmarès
- Champion de Tunisie cadets de cross-country : 2005
- Champion de Tunisie juniors de cross-country : 2006
- Vainqueur du challenge de la Fédération tunisienne d'athlétisme (juniors) : 2006
- Vainqueur du cross de Gafsa (juniors) : 2006 et 2007
- Vainqueur du cross de Somâa (juniors) : 2006
- Vainqueur du cross de Kairouan (juniors) : 2007
- Vainqueur du cross de Bou Salem (seniors) : 2008
- Vainqueur de la course de 9 km au marathon COMAR : 2008
- Vainqueur du challenge de la Fédération tunisienne d'athlétisme : 2014
- Vainqueur du meeting Tijani-Kondara à Bizerte : 2014
- Vainqueur du cross de Somâa : 2014
- Vainqueur du championnat de Tunisie de cross-country : 2016 et 2021
- Second au championnat de Tunisie de cross-country : 2014 et 2015
- Vainqueur du marathon international d’Agadir avec un temps de 2 h 13 min 51 s[1]